# 조와 (834년)
조와(일본어: 承和)는 일본의 연호 중 하나이다. 모반 혐의에 연루되어 쓰네사다 친왕이 폐태자되고, 도모노 고와미네와 다치바나노 하야나리 등이 유배된 조와 사건이 발생하였다. 한자는 읽는 방법에 따라 쇼와(しょうわ)라고도 읽는다.
- 전후 : 덴초(天長) 이후 - 가쇼(嘉祥) 이전.
- 시기 : 834년 ~ 847년
- 천황 : 닌묘 천황

## 개원(改元)
- 덴초 11년 1월 3일(율리우스력 834년 2월 14일), 개원.
- 조와 15년 6월 13일(율리우스력 848년 7월 16일), 가쇼로 개원된다.

## 조와 시기에 일어난 일
- 9년
  - 모반을 도모했다는 혐의로 쓰네사다 친왕(恒貞親王)이 폐태자되고 도모노 고와미네・다치바나노 하야나리 등이 유배되었다.

## 서력과의 대조표
| 조와        | 원년       | 2년        | 3년        | 4년        | 5년        | 6년        | 7년        | 8년        | 9년        | 10년       |
| ----------- | ---------- | ---------- | ---------- | ---------- | ---------- | ---------- | ---------- | ---------- | ---------- | ---------- |
| 서기 (西紀) | 834년      | 835년      | 836년      | 837년      | 838년      | 839년      | 840년      | 841년      | 842년      | 843년      |
| 간지 (干支) | 갑인(甲寅) | 을묘(乙卯) | 병진(丙辰) | 정사(丁巳) | 무오(戊午) | 기미(己未) | 경신(庚申) | 신유(辛酉) | 임술(壬戌) | 계해(癸亥) |
| 조와        | 11년       | 12년       | 13년       | 14년       | 15년       |            |            |            |            |            |
| 서기 (西紀) | 844년      | 845년      | 846년      | 847년      | 848년      |            |            |            |            |            |
| 간지 (干支) | 갑자(甲子) | 을축(乙丑) | 병인(丙寅) | 정묘(丁卯) | 무진(戊辰) |            |            |            |            |            |

## 같이 보기
- 일본의 연호 일람

| 이전 덴초 | 일본의 연호 834년 ~ 847년 | 다음 가쇼 |